# Jan Minkiewicz

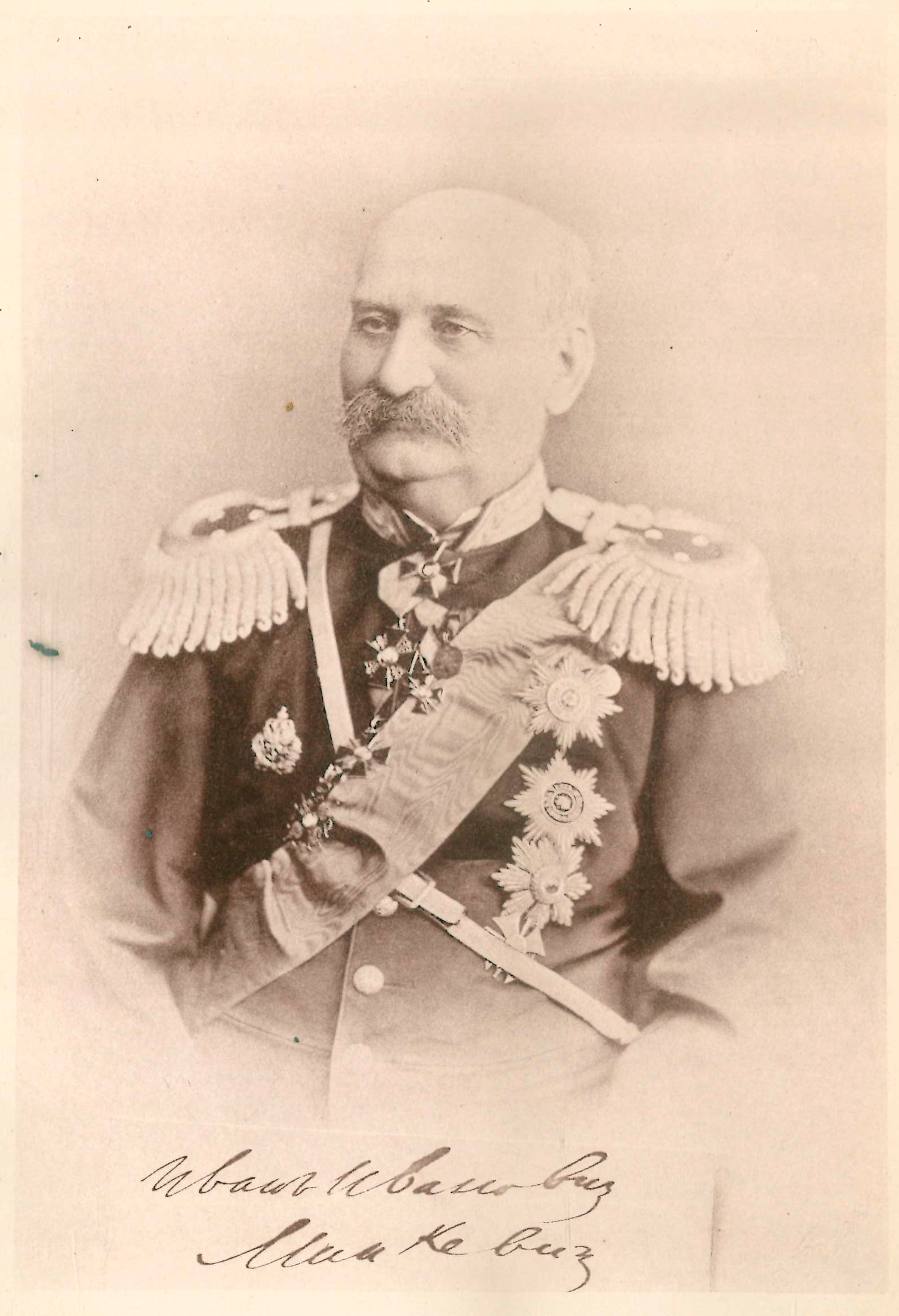
Jan Minkiewicz

Jan Minkiewicz (ros. Иван Иванович Минкевич, ur. 14 kwietnia 1826 w Newlu, zm. 14 grudnia?/26 grudnia 1897 w Tyflisie) – rosyjski lekarz i chirurg polskiego pochodzenia, naczelny chirurg armii kaukaskiej, tajny radca stanu.

## Życiorys
Był synem kupca. Do szkoły początkowej uczęszczał w rodzinnym mieście, następnie uczył się w gimnazjum w Witebsku. Ukończył studia medyczne w Moskwie, jako stypendysta rządowy został wysłany do służby wojskowej w twierdzy Temir-Chan-Szura w Dagestanie, gdzie przebywał w latach 1848–1849. 26 października 1850 obronił dysertację na stopień doktora medycyny. Następnie kształcił się w chirurgii pod kierunkiem Nikołaja Pirogowa i odbył pierwszą podróż naukową za granicę. Podczas wojny krymskiej został głównym lekarzem Tymczasowego Szpitala Wojskowego Nr 14 w Sewastopolu. Potem mianowany chirurgiem w szpitalu wojskowym w Erywaniu. Od 1856 do 1883 główny chirurg armii kaukaskiej. W latach 1859–1862 w podróży naukowej po klinikach europejskich, uczył się m.in. u Rudolfa Virchowa, Bernharda Langenbecka, Franza Pithy, Ludwiga Traubego, Johanna Oppolzera, Ferdinanda Hebry, Carla Sigmunda i Édouarda Chassaignac. Kolejną podróż zagraniczną odbył w 1869 roku.
Współzałożyciel Kaukaskiego Towarzystwa Lekarskiego, siedmiokrotnie pełnił funkcję prezesa. Był członkiem korespondentem Towarzystwa Lekarskiego Warszawskiego i Wileńskiego Towarzystwa Lekarskiego, członkiem honorowym Płockiego Towarzystwa Lekarskiego. W 1884 przeszedł w stan spoczynku i osiadł w Tyflisie. Zmarł w 1887, pochowany jest na cmentarzu starokatolickim w Sołołakach.

## Wybrane prace
- De febre intermittente eiusque exibitus, in Caucaso praecipue Dagestano. Москва, 1850
- О кавказской, преимущественно, дагестанской лихорадке и её исходах. Военно-медицинский журнал № 55, 1850, № 57, 1851
- Krebs des Stirnbeins und einiger Gesichtsknochen als Folge traumatischer Beschädigung[1]. 1860
- Dwuchlorek metylenu. Klinika 1869
- Miejscowe znieczulenie za pomocą rozpylonego eteru. Gazeta Lekarska, 1879
- Uwagi o resekcyach i O tenotomii w ogólności. Tygodnik Lekarski, 1853
- Ostre zapalenie osierdzia. Pamiętnik Towarzystwa Lekarskiego Warszawskiego, 1862
- Vergleichende Studien über alle gegen Varices empfohlenen Operationsverfahren[2]. 1862
- Fall einer aussergewöhnlich entwickelten Verknöcherung bei einer Frau[3]. 1874
- Miejscowe znieczulenie za pomocą rozpylonego eteru. Gazeta Lekarska, 1879
- Literatura medyczna gruzińska Karabaddin vel Karabaddim Dzanosa (Jana). Pamiętnik Towarzystwa Lekarskiego Warszawskiego, 1891
- Obyczaje Chewsurów w stosunku do ciężarnych i położnic. Pamiętnik Towarzystwa Lekarskiego Warszawskiego, 1892
- O kamieniach jako środkach leczniczych na Kaukazie. Badania porównawcze. Nowiny Lekarskie, 1893